# Савлуково
Савлуково — село в Жирятинском районе Брянской области, в составе Жирятинского сельского поселения. 
 Расположено в 6 км к югу от села Жирятино, на правом берегу Судости. Население — 290 человек (2010).
Имеется отделение почтовой связи, сельский Дом культуры, библиотека (упоминается с конца XIX века).

## История
Упоминается с начала XVIII века как существующее село; последнее здание Преображенской церкви было построено в 1881 (не сохранилось).
До 1781 года входило в Почепскую (1-ю) сотню Стародубского полка: частично казацкое поселение, частично владельческое (с 1761 — Разумовских). В конце XIX века была открыта земская школа.
С 1782 до 1918 в Мглинском уезде (с 1861 — в составе Кульневской волости); в 1918—1924 гг. — в Кульневской волости Почепском уезде. В 1924—1929 гг. в Жирятинской волости Бежицкого уезда, с 1929 года — в Жирятинском районе, а при его временном расформировании (1932—1939, 1957—1985 гг.) — в Брянском районе.
В 1964 году к селу присоединён посёлок Ленинский (к северо-востоку от центральной части села). До 2005 года являлось центром Савлуковского сельсовета.